# Knights of Honor
Knights of Honor (KoH) est un jeu vidéo de stratégie en temps réel (et de type wargame) développé par Black Sea Studios et édité par Paradox Entertainment et par Sunflowers pour Windows en 2004.
C'est un jeu portant sur l'Europe médiévale (An 1000, 1200 ou 1350) offrant de nombreuses possibilités diplomatiques et des batailles dont le joueur commande lui-même ses troupes. Il est également possible de faire des assauts ou de se défendre des assauts.
Cela dit, le point faible du jeu est sa difficulté peu élevée, due essentiellement au comportement prévisible de l'IA et à quelques astuces simples (armée d'archers, or facile à gagner après une demi-heure de jeu ce qui permet de lever des armées gigantesques en un rien de temps ...).
Récemment, un mod pour le jeu permet aux joueurs nostalgiques de jouer en Full HD (1920 x 1080), 1680x1050 et ainsi qu'en 1366x768. Cette modification du jeu apporte notamment de nombreux contenus exclusifs : nouvelles unités, intelligence artificielle, bâtiments... La difficulté est largement améliorée sans pour autant perdre l'esprit du jeu. Les développeurs de ce mod sont Gazatus, n64gamer et Menssie.

## Accueil
| Knights of Honor      |      |       |
| Média                 | Pays | Notes |
| Computer Gaming World | US   | 4/5   |
| GameSpot              | US   | 80 %  |
| IGN                   | US   | 77 %  |
| Jeuxvideo.com         | FR   | 15/20 |
| Compilations de notes |      |       |
| Metacritic            | US   | 77 %  |